# Agapophytus biluteus
Agapophytus biluteus är en tvåvingeart som beskrevs av Shaun L. Winterton och Irwin 2001. Agapophytus biluteus ingår i släktet Agapophytus och familjen stilettflugor. Inga underarter finns listade i Catalogue of Life.